# هندسة الطاقة

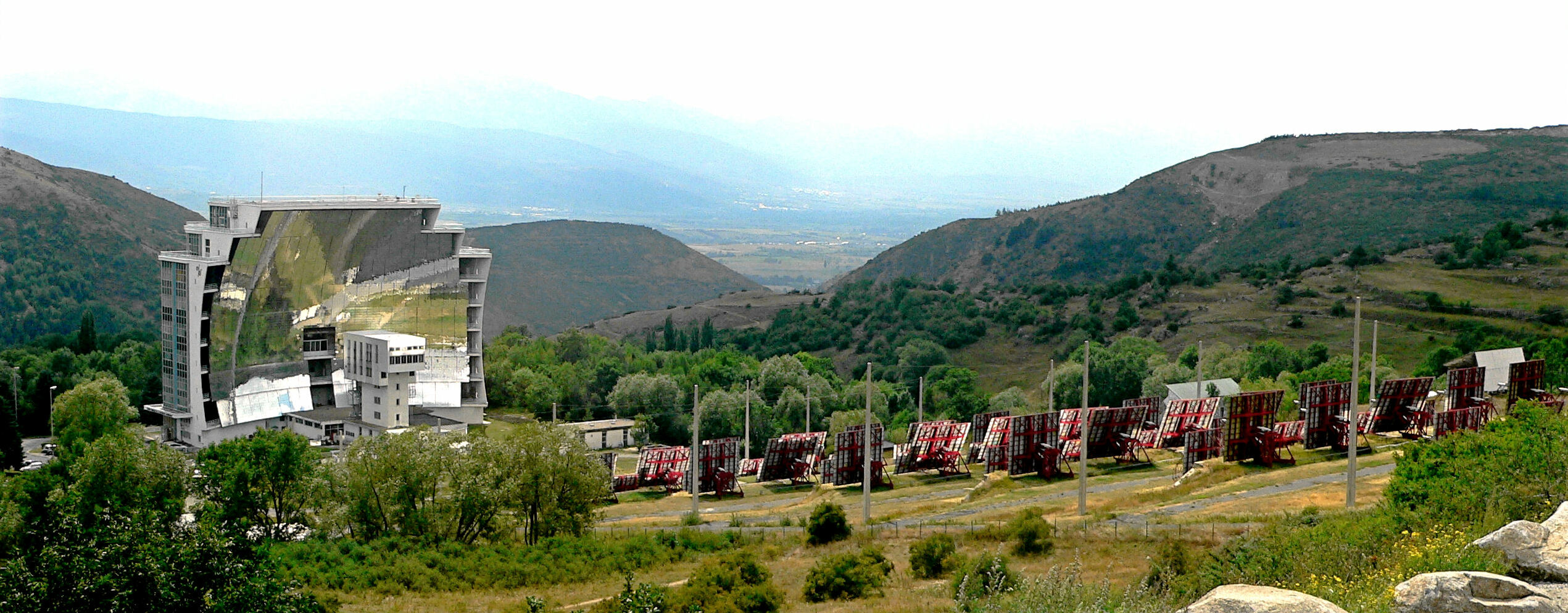
مجمـِّعات للطاقة الشمسية في هيئة مرآة بارابولية تجمع الضوء في بؤرة لتسخين مادّة مراوجة لاِكتساب طاقة كهربائية من دفئها

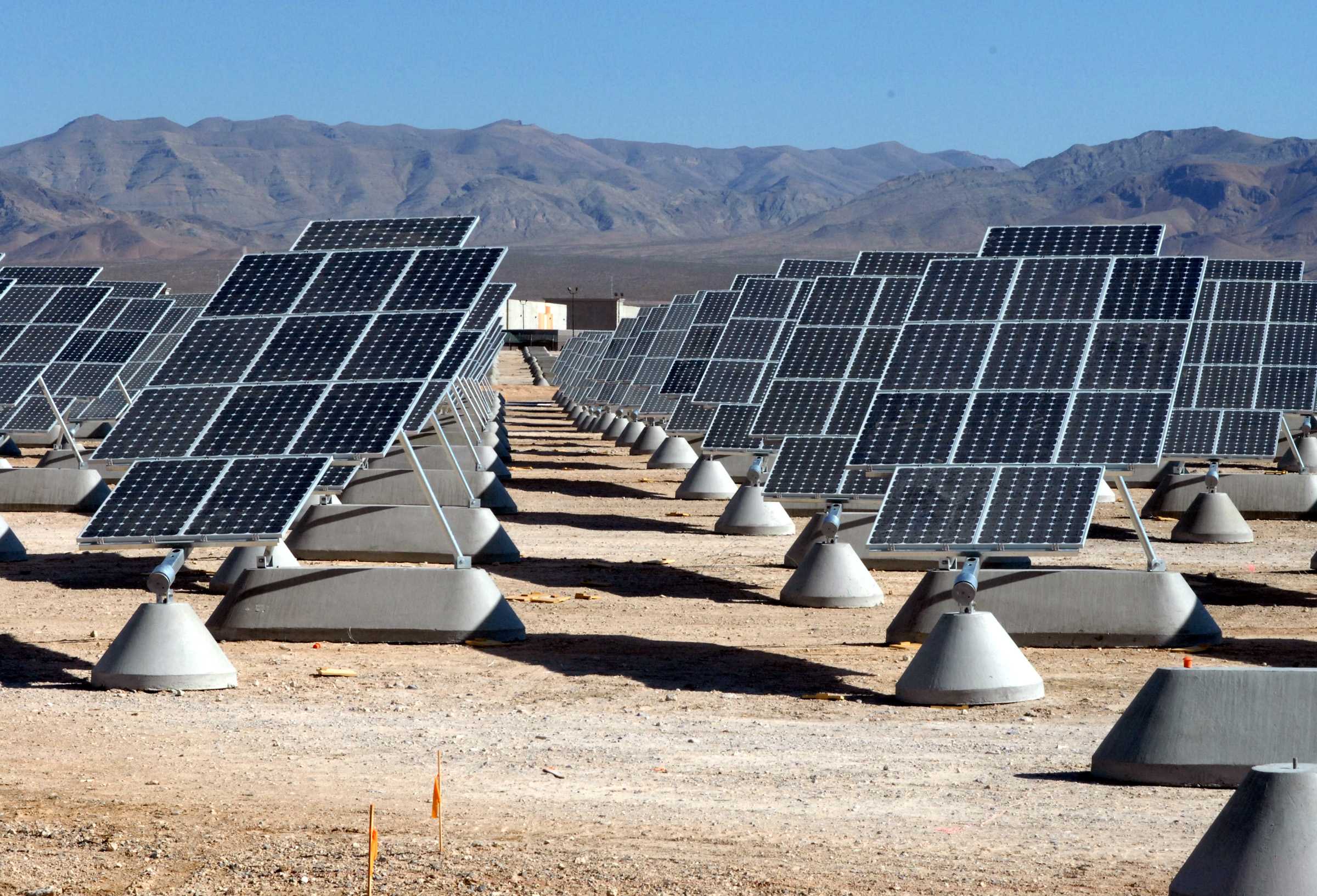
مجمـِّعات للطاقة الشمسية لامركزية تجمع الطاقة لتحويلها إلى كهرباء مباشرةً

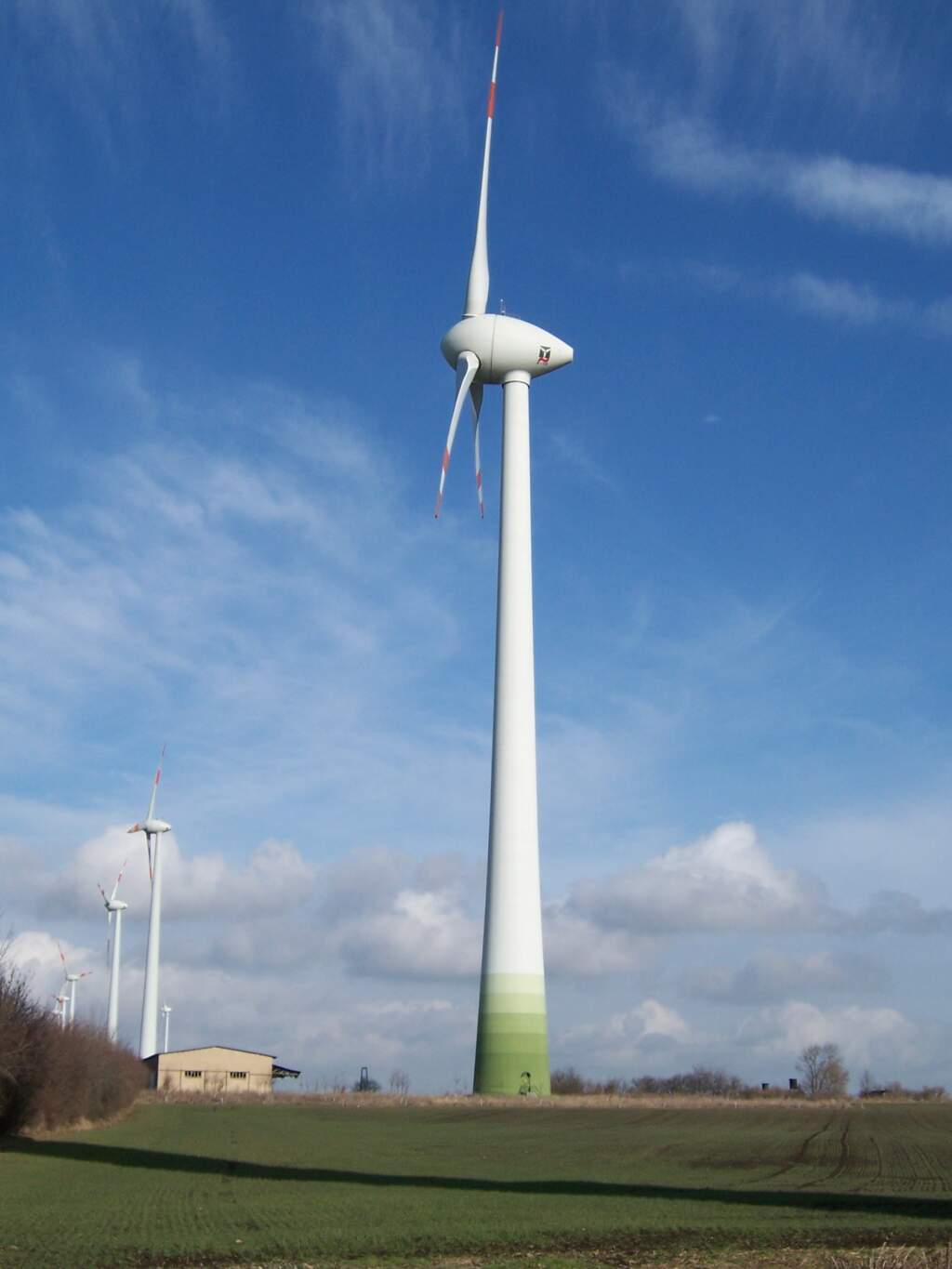
توربينات الهواء تحويل طاقة الرياح إلى طاقة كهربائية

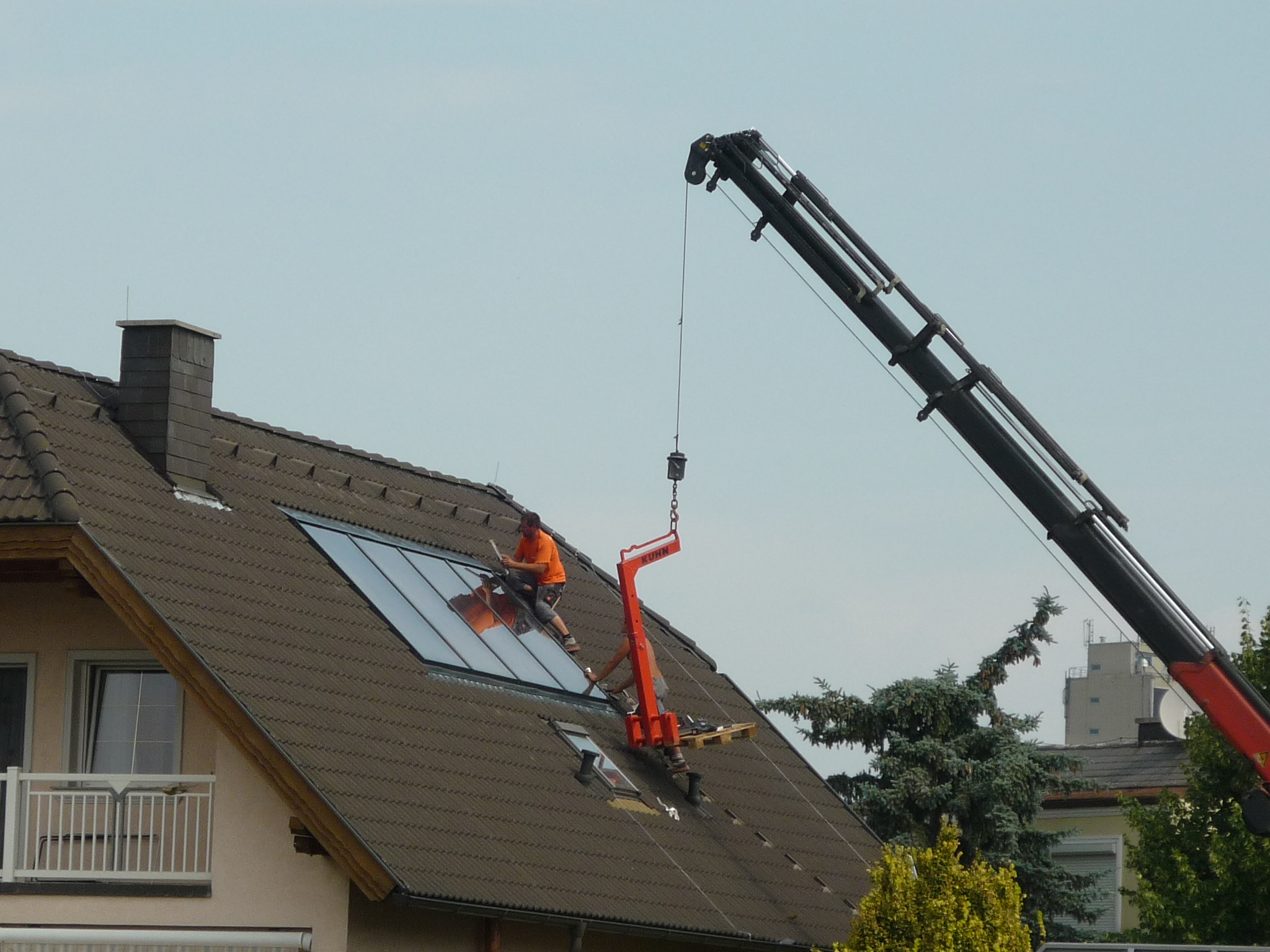
تركيب مجمـِّعات للطاقة الشمسية على سطح منزلٍ

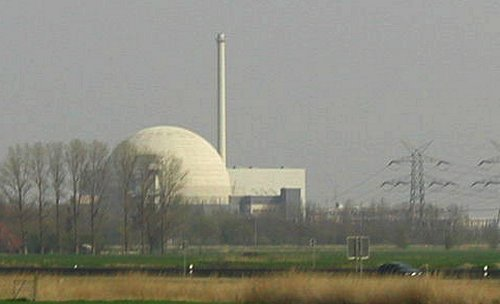
مفاعل نووي

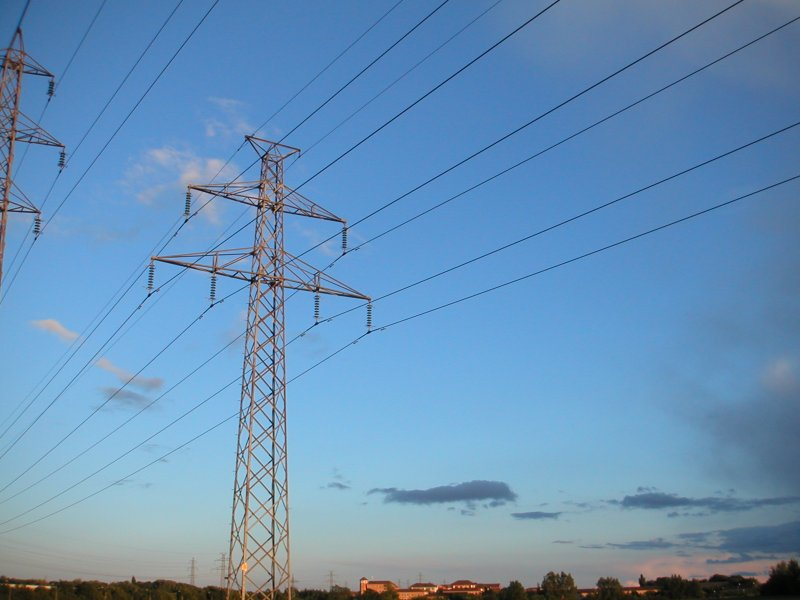
خطوط عُلوية لإنفاذ الطاقة بجهد ٍ عالي

هندسة الطاقة أو هندسة أنظمة الطاقة هو فرع من فروع الهندسة يتعامل مع كفاءة الطاقة، خدمات الطاقة، إدارة المرافق ومنشآت الطاقة كالمصانع ومحطات الطاقة وتكنولوجيا الطاقة البديلة.
يعتبر هذا الفرع من أحدث فروع الهندسة فمثلها مثل الهندسة المدنية، الهندسة المعمارية، الهندسة الكهربائية والميكانيكية. يعتمد هذا الفرع على دمج علوم الفيزياء، الرياضيات، الكيمياء، الاقتصاد وعلوم البيئة. يوظف مهندسو الطاقة خبراتهم لزيادة كفاءة الأنظمة تطوير مصادر الطاقة المتجددة على الرغم أن مهمتهم الرئيسية هي إيجاد أكثر الطرق كفاءة والأكثر مناسبة لإتمام المهام وتطوير النظام. هذا يعني توفير إضاءة أفضل، عزل أفضل، حرارة وتبريد أفضل، على الرغم من إن اهتمام مهندسي الطاقة ينص على الحصول على الطاقة واستخدامها في أكثر الطرق نظيفة للبيئة كتوليد الطاقة باستخدام الطاقة الكهرومائية والطاقة الشمسية والمواد العضوية إلا أنها لا تعتمد على الطرق النظيفة فقط فتولدها أيضا عن طريق المواد البترولية والغاز الطبيعي.

## الغرض
تهدف هندسة الطاقة إلى تقليل المفاقيد ومحاولة الوصول للاستخدام الأمثل للطاقة مما يؤدي إلى زيادة كفاءة الأنظمة. غالبا ما يتم تطبيق التقنيات في تصميم المباني، حيث يتم التعامل مع معدات التدفئة والتهوية والتبريد، التكيفات، الإضاءة والأحمال. ينظر أيضا إلى هندسة الطاقة باعتبارها خطوة كبيرة لتخفيض نسب الكربون في الجو وحيث أن المنازل والمباني تستهلك أكثر من 40% من طاقة الولايات المتحدة، فإن خدمات مهندسي الطاقة مطلوبة.

## التاريخ
يمكن ربط تطور البشر مع تطور الطاقة. فقديما استخدم الإنسان البدائي النار والآن نستخدم الطاقة النووية، لذلك لا يعد البحث عن مصدر جديد للطاقة تفاديا للأزمات أمرا جديدا. أحس العالم بمدى أهمية إيجاد مصدرا جديدا بعد أزمة النفط عام 1973 وأزمة الطاقة في عام 1979. في سبعينيات القرن الماضي، أصدرت حكومة الولايات المتحدة عده قوانين لزيادة كفاءة الطاقة مثل القانون العام للولايات المتحدة 94-413، برنامج الحوافز الفيدرالية للسيارات النظيفة.

## هندسة الطاقة
لا تعتبر هندسة الطاقة علما جديدا، فما هي إلا تطبيق لنظريات الفيزياء والرياضيات على عمليات نقل الطاقة داخل الأنظمة.

## الريادة في تصميمات الطاقة والبيئة
الريادة في تصميمات الطاقة والبيئة (LEED)، برنامج تم إنشاؤه من قبل المجلس الأمريكي للأبنية الخضراء (USGBC) في مارس 2000، يهدف إلى تشجيع تشييد المباني الخضراء (المحافظة على البيئة) وضمان فعالية مرافقها.
في عام 2012، طلب مجلس المباني الخضراء في الولايات المتحدة من شركة بووز ألان هاملتون "Booz Allen Hamilton" إجراء دراسة حول فاعلية هذا البرنامج. أكدت الدراسة أن المباني الخضراء توفر كميات هائلة من الطاقة، فعلى سبيل المثال، وفرت هذه المباني في الفترة ما بين عام 2000 وعام 2008 طاقة تبلغ تكلفة توليدها ما يقرب من 1.3 مليار دولار، في حين أن تكلفة إنشاء هذه المباني هي 281 مليون دولار فقط. أكدت الدراسة أيضا أن هذه المباني توفر ما يقرب من 2.4 مليون وظيفة عمل.

## كفاءة الطاقة
يمكن تعريف كفاءة الطاقة بطريقتين، الأولى هي أن المزيد من العمل يتم بنفس كمية الطاقة المستخدمة، والثانية هي أن نفس العمل يتم باستخدام طاقة أقل في النظام. قدمت هندسة الطاقة مبادئ لتحقيق هاذين المعنيين من أهمها «تقليل، إعادة استخدام وإعادة تدوير» المواد المستخدمة في حياتنا اليومية.
ساعد التقدم التكنولوجي في استخدام النفايات، فظهرت مرافق تحويل النفايات إلى طاقة. تهدف هذه التكنولوجيا إلى تحويل النفايات الصلبة من خلال عملية التغويز أو الانحلال الحراري إلى وقود سائل قابل للاحتراق. في عام 2010، أعلنت وكالة حماية البيئة أن الولايات المتحدة قد أنتجت 250 مليون طن من النفايات البلدية، تم رمي 54% في مكبات النفايات، إعادة تدوير 33% منها، بينما تم نقل 13% إلى محطات الطاقة.
في الآونة الأخيرة، اتجهت البلدان الأوروبية الأكثر استخداما للوقود -كالدنمارك، حيث وصل سعر غالون الغاز إلى 10 دولار تقريبا في عام 2010- إلى تطوير منشآت النفايات. في عام 2010، 7% فقط من مخلفات الدنمارك قد تم رميها في مكبات النفايات، 69% تمت إعادة تدويره، 24% تم شحنها إلى محطات الطاقة. لم تكن ألمانيا عن هذا العلم ببعيد، حيث بدأت بالعمل على سياسة تهدف إلى توفير 80% من احتياجات الطاقة الكهربية لعام 2050 من مصادر الطاقة المتجددة.

## الإحصائيات
يبلغ متوسط الراتب السنوي لمهندسي الطاقة داخل الولايات المتحدة حوالي 64,587 دولار. 83% من مهندسي الطاقة ذكور بينما الإناث 17% فقط. 

65% من مهندسي الطاقة لم يتجاوزا خمس سنوات خبره في مهنتهم الأساسية.

## منظمات مهنية
لدى مهندسي الطاقة منظمة مهنية رئيسية واحدة، تدعى جمعية مهندسي الطاقة (AEE) تأسست عام 1977. لدى المنظمة الآن ما يقرب من 16,000 عضو في 89 دولة. المسؤولية الرئيسية للمنظمات هي قيادة برامج إصدار شهادات تعليم الأفراد في جميع أنحاء العالم والتصديق على أنهم مؤهلون لأداء وظيفة مهندس الطاقة.

## التعليم
لا يمكن ممارسة المهنة إلا بعد الحصول على درجة البكالريوس. إنضم بعض مهندسي الطاقة إلى هيئة المهندسين "PE". من 16000 مهندس طاقة المسجلين في هيئة مهندسي الطاقة، 58.4% حصلوا على درجات مشابهة من كليات معتمدة. لو كان المهندس غير مسجل في PE سيحتاجوا شهادة إدارة الطاقة CEM أو شهادة CEA. كلا من الشهادتين معترف بهما من هيئة الطاقة في الولايات المتحدة.
إذا أراد طالب أن يصبح مهندس طاقة فلا يحتاج إلى دخول كلية الهندسة، فالعديد من الكليات أقامت أقسام لإدارة الطاقة يمكن لآي طالب الالتحاق بها والحصول على شهادة لممارسة المهنة. واحدة من هذه البرامج هي شهادة IEP PEM التي تقدمها جامعة فرجينيا للتقنية.
منذ عام 2009، جامعة الطاقة قدمت محتويات تعليمية لأكثر من 130,000 طالب على مستوى العالم. يوفر البرنامج أكثر من 150 كورس تعليمي.

## وصلات خارجية
- رابطة مهندسي الطاقة
- المؤتمر العالمي لهندسة الطاقة
- هندسة الطاقة بولاية بنسلفانيا
- جمعية مدراء الطاقة
- مؤتمر عالمي لهندسة الطاقة المسمـّى بـ World Energy Engineering Congress